# Pierre Bayard
Pierre Bayard (1954) é um académico, psicanalista, escritor e professor da literatura na Universidade Paris-VIII 

## Criações
Pierre Bayard é o fundador da "crítica intervencionista", ele se opõe à crítica neutra e sem compromisso das obras literárias. No decorrer de seus ensaios, ele perseguiu, entre outras coisas, criminosos literários impunes (devido à negligência de seus criadores), forneceu dicas e truques para falar sobre livros e lugares que não foram lidos ou vistos, ou refletiu sobre o dilema resistência/colaboração. Existem três métodos principais de crítica à intervenção: a crítica à melhoria (Comment améliorer les œuvres ratées ? Et si les œuvres changeaient d'auteur ?), a crítica da antecipação (Demain est écrit ; Le Plagiat par anticipation), a crítica do romance policial (Quem matou Roger Ackroyd? ). Em seu novo ensaio, A verdade sobre "Dez Pequenos Negros"  (La vérité sur "Dix petits nègres", Minuit, 2019), Bayard examina, capítulo após capítulo, uma das obras-primas da literatura policial de Agatha Christie, mostrando que o autor cometeu um erro sobre quem o fez e propondo uma nova interpretação e um novo assassino.  
Pierre Bayard submete todos os seus livros a um gênero intermediário que combina literatura e ciências humanas - ficção teórica - que ele mesmo criou.  
Além disso, o humor é um elemento fundamental da sua escrita. Em Como falar de livros não lidos, o narrador ensina a não ler, o que é uma piada porque ele mesmo é um grande leitor. Para Pierre Bayard, o humor tem uma função analítica. Ele permite que você marque uma mudança entre você e você mesmo, e então tome uma distância com o que você lê. 

## Obras
Seus livros têm sido considerados como casos de "crítica romancista", na medida em que apresentam leituras revisionistas de famosos mistérios ficcionais. Em seu livro de 2008, L'Affaire du Chien des Baskerville, por exemplo, publicado em inglês como Sherlock Holmes estava errado: Reabrindo o Caso do Cão de Caça dos Baskervilles, ele analisa o famoso caso Sherlock Holmes, e em seu livro anterior Quem matou Roger Ackroyd? ele reinvestiga Agatha Christie's The Murder of Roger Ackroyd. Seu livro sobre Hamlet argumenta que Cláudio não matou o pai de Hamlet,... Nestes ensaios sobre Agatha Christie, Shakespeare e Conan Doyle, ele se envolve em contra-investigações literárias reais, estudando as motivações dos personagens, destacando as inconsistências das intrigas e mostrando humoristicamente que personagens fictícios escapam de seus criadores. 
O livro mais popular de Bayard Como Falar dos Livros Que Não Lemos (Comment parler des livres que l'on n'a pas lus ?, Minuit, 2007), é um best-seller na França, no qual ele se envolve em um estudo delicioso das diferentes maneiras de não ler um livro, e recomenda soluções para ser capaz de falar sobre ele de qualquer maneira. Paradoxal para este grande leitor, que critica a ideia aceita de que há uma clara fronteira entre leitura e não leitura, e convida o leitor a construir com o texto literário uma relação mais livre, menos complexa.  
O ensaio O enigma de Tolstoievski, (L'énigme Tolstoïevski, Minuit, 2017) é um livro duplo, - psicanálise e literatura - e paradoxal, - verdade e falsa verdade -, atrai particularmente leitores com o conceito de personalidade múltipla. Este livro foi criado como uma pura ficção - uma ficção teórica como o próprio autor afirma. Pierre Bayard explica: "Não se trata de validar uma teoria que já existe e está pronta para dar respostas, mas de tentar compreender-nos melhor à luz da obra de Tolstoievski, tentando imaginar que representação da psique a leitura de seus romances poderia tornar possível a construção de uma ficção plausível ».  
Em seu último livro, A verdade sobre "Dez Pequenos Negros" (La vérité sur "Dix petits nègres", Minuit, 2019), Pierre Bayard questiona totalmente a solução dada por Agatha Christie ao resultado de seu romance. Seu livro inteiro é, portanto, a contra-investigação que deve restaurar a verdade: encontramos de fato o procedimento que ele já usou em Who Killed Roger Ackroyd? e em Sherlock Holmes estava errado: tentativas de retificar certas investigações policiais fictícias que ele considera improváveis. E propõe voltar a um novo mal-entendido literário e lançar luz sobre um mistério que ninguém resolveu, nem mesmo Agatha Christie. A novidade desta vez é que ele deixa o verdadeiro assassino dos Dez Pequenos Niggers falar por si mesmo para nos levar à única solução aceitável. 

## Publicações
- Balzac et le troc de l'imaginaire. Lecture de La Peau de chagrin, Lettres modernes-Minard, 1978
- Symptôme de Stendhal. Armance et l’aveu, Lettres modernes-Minard, 1980
- Il était deux fois Romain Gary, Presses universitaires de France, 1990
- Le Paradoxe du menteur. Sur Laclos, Minuit, 1993
- Maupassant, juste avant Freud, Minuit, 1994
- Le Hors-sujet. Proust et la digression, Minuit, 1996
- Lire avec Freud. Pour Jean Bellemin-Noël, dir. Pierre Bayard, Presses universitaires de France, 1998
- Qui a tué Roger Ackroyd?, Minuit, 1998 et « Reprise », 2002 
- Comment améliorer les œuvres ratées?, Minuit, 2000  
- Enquête sur Hamlet. Le Dialogue de sourds, Minuit, 2002  
- Peut-on appliquer la littérature à la psychanalyse, Minuit, 2004  
- Le Détour par les autres arts. Pour Marie-Claire Ropars, dir. Pierre Bayard et Christian Doumet, L’Improviste, 2004
- Demain est écrit, Minuit, 2005  
- Comment parler des livres que l'on n'a pas lus? (Como Falar dos Livros Que Não Lemos ) , Minuit, 2007  
- L'Affaire du chien des Baskerville, Minuit, 2008  
- Le Plagiat par anticipation, Minuit, 2009  
- Et si les œuvres changeaient d'auteur?, Minuit, 2010  
- Lectures de Romain Gary, dir. François Aubel, coédition Le Magazine littéraire-Gallimard, 2011  
- Comment parler des lieux où l’on n’a pas été?, Minuit, 2012  
- Aurais-je été résistant ou bourreau?, Minuit, 2013  
- Il existe d’autres mondes, Minuit, 2014  
- Aurais-je sauvé Geneviève Dixmer?, Minuit, 2015  
- Le Titanic fera naufrage, Minuit, 2016  
- L'énigme Tolstoïevski, Minuit, 2017  
- La Vérité sur "Dix petits nègres", (A verdade sobre "Dez Pequenos Negros"), Minuit, 2019 
- Comment parler des faits qui ne se sont pas produits ?, Minuit, 2020 
- La Vérité sur "Ils étaient dix", Minuit, 2020 et "Double", 2021 
- Œdipe n'est pas coupable, Minuit, 2021 et "Double", 2023 
- Et si les Beatles n'étaient pas nés ?, Minuit, 2022 
- Hitchcock s'est trompé, Minuit, 2023 